# Trox capillaris
Trox capillaris là một loài bọ cánh cứng trong họ Trogidae. Nó được Say miêu tả khoa học năm 1823.

## Hình ảnh

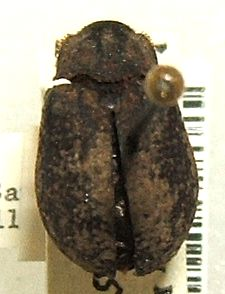